# Toxicofera
Toxicofera (grčki za „oni koji nose toksine”) predložena je klada ljuskasih reptila (skvamata) koja obuhvata  (zmije), Anguimorpha (varane, gila monstrume i aligatorske guštere) i Iguania (iguane, agame i kameleone). Toxicofera sadrži oko 4.600 vrsta, (skoro 60%) postojećih ljuskaša. Ona obuhvata sve vrste otrovnih gmizavaca, kao i brojne srodne neotrovne vrste. Malo je morfoloških dokaza koji podržavaju ovo grupisanje, ali je potvrđena brojnim molekularnim analizama od 2012.

## Spoljašnje veze
- Lizards' poisonous secret is revealed Архивирано на веб-сајту  (22. октобар 2008) November 16, 2005
- The Surprising Origin of Venom Revealed November 17, 2005
- Which Came First, the Snake or the Venom? November 21, 2005
- Genealogy of scaly reptiles rewritten by new research November 22, 2005
- Venomdoc Homepage, Downloads
- The Venom Cure: The Power of Poison Архивирано на веб-сајту  (25. јул 2008)
- Nature Podcast November 17, 2005 (segment on the venom clade begins approximately 22 minutes into the program)